# Tiritaca
Tiritaca (en griego, Τυριτάκη) fue una colonia griega del Ponto Euxino. Se situaba en la actual península de Kerch, en Crimea.

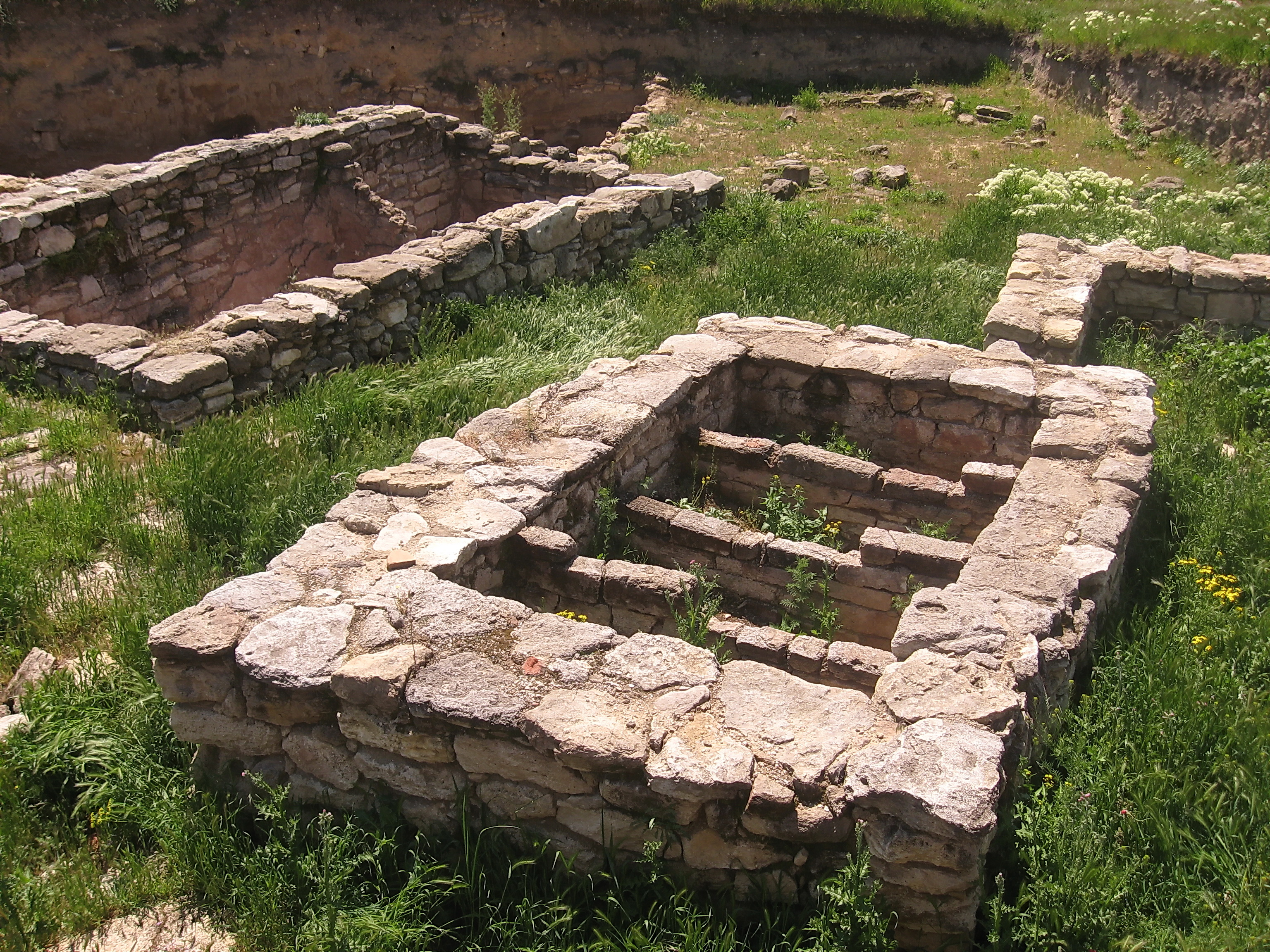
Tiritaca. Los antiguos baños de salazón de pescado.

Es mencionada por diversas fuentes antiguas, como Esteban de Bizancio, Claudio Ptolomeo y por el anónimo autor del Periplo del Ponto Euxino. Cerca de la ciudad se construyó en el siglo V a. C. una muralla defensiva de unos 25 km conocida como «muro de Tiritaca».